# Muse (Birmanie)
Pour les articles homonymes, voir Muse.
Muse est une ville de Birmanie située dans le nord de l'État Shan, sur la Shweli, à la frontière chinoise. Elle est reliée par un pont à Ruili, dans la province chinoise du Yunnan (Ruili porte aussi le nom de Shweli en birman),,.
Le vieux pont transfrontalier, surnommé « Gun Bridge » par les habitants en raison des livraisons d'armes chinoises au régime birman,, est remplacé en 2005 par un pont parallèle plus large.

## Transports
Muse est relié à Mandalay par l'« autoroute » asiatique 14 (AH14), qui passe par Hwensi, Lashio et Kyaukme. La vieille route de Birmanie la relie à Bhamo et à l'État de Kachin par Namkham. La route entre Muse et Mandalay reprend une partie du tracé de la Route de Birmanie. Elle a été reconstruite et adaptée pour le trafic lourd en 1998, grâce à une concession accordée à l'entreprise Asia World Company, dirigée par le fils de l'ancien trafiquant d'opium et seigneur de la guerre Lo Hsing Han. Le trajet prend désormais deux jours de moins, même une semaine de moins au moment de la saison des pluies : plus que 12 à 16 heures. Une partie du trajet peut aussi être fait en train, entre Mandalay et Lashio.

## Économie
Le commerce transfrontalier avec la République populaire de Chine fut interdit par Ne Win après le coup d'État militaire de 1962, mais il a été à nouveau autorisé après des négociations en 1988. Il est depuis en constante augmentation. Pour l'année fiscale s'achevant le 31 mars 2008, il a  augmenté de 60 %, constituant 24 % du commerce de la Birmanie, seulement surpassé par celui avec la Thaïlande.
La Birmanie exporte principalement des matières premières telles que des produits agricoles, du poisson, du bois, des gemmes et des minerais, et importe des biens de consommation, de l'électronique, des machines et des produits alimentaires transformés,,. La zone commerciale de Muse, inaugurée en avril 2006, est avec ses 150 hectares la plus grande du genre en Birmanie ; elle traite 70 % du commerce transfrontalier avec la Chine. Depuis 2001, une foire commerciale annuelle a lieu au mois de décembre, alternativement à Muse et Ruili. L'Inde, le Bangladesh et la Thaïlande y participent,.
En 2007, la milice locale, sous les ordres de l'armée birmane, a saisi pratiquement sans compensation 4 000 hectares dans la région, y compris des plantations de thé et d'orangers et des exploitations familiales, afin de produire du biodiesel à partir de Jatropha curcas,.
Le 8 mai 2008, l'armée a confisqué à Muse le chargement de 20 camions de biscuits et d'autres biens destinés aux victimes du Cyclone Nargis.
Une coentreprise a été fondée en 2009 entre la Birmanie et la Chine pour construire un gazoduc et un oléoduc entre le golfe du Bengale et Kunming en passant par Mandalay et Muse.

## Drogues
La Chine a récemment construit une clôture de 4 km de long près de Ruili pour stopper le trafic de drogues et deux autres sont en cours de construction. La toxicomanie est un problème majeur dans la région,. La récolte d'opium a augmenté depuis que Lo Hsing Han a reconstruit son narco-empire en servant d'intermédiaire dans les accords de cessez-le-feu entre le chef du renseignement militaire birman Khin Nyunt et les rebelles du Kokang et de l'État Wa après leur révolte contre le Parti communiste de Birmanie (PCB) en 1989. Le Programme alimentaire mondial a accordé une aide alimentaire d'urgence aux anciens cultivateurs de pavot en 2004-2005, tandis que la pression montait pour l'abandon de cette culture.
Le jeu, l'usage des drogues et la prostitution étaient florissants à Ruili, mais moins à Muse. Les autorités chinoises ont lancé une offensive contre l'importation d'héroïne, mais pas contre les produits chimiques permettant de fabriquer le yaba, une méthamphétamine désormais appréciée aussi par les Chinois en territoire birman. L'Office des Nations unies contre la drogue et le crime (UNODC) et de nombreuses organisations comme l'Asian Harm Reduction Network (AHRN) et des moines bouddhistes sont impliquées dans la lutte contre le VIH parmi les usagers,.